# Pournoy-la-Chétive
Pournoy-la-Chétive és un municipi francès, situat al departament del Mosel·la i a la regió del Gran Est. L'any 2007 tenia 679 habitants.

## Demografia

### Població
El 2007 la població de fet de Pournoy-la-Chétive era de 679 persones. Hi havia 239 famílies, de les quals 24 eren unipersonals (20 homes vivint sols i 4 dones vivint soles), 68 parelles sense fills, 115 parelles amb fills i 32 famílies monoparentals amb fills.
La població ha evolucionat segons el següent gràfic:
Habitants censats

### Habitatges
El 2007 hi havia 239 habitatges, 237 eren l'habitatge principal de la família i 2 estaven desocupats. 221 eren cases i 19 eren apartaments. Dels 237 habitatges principals, 197 estaven ocupats pels seus propietaris i 41 estaven llogats i ocupats pels llogaters; 1 tenia dues cambres, 2 en tenien tres, 30 en tenien quatre i 205 en tenien cinc o més. 211 habitatges disposaven pel capbaix d'una plaça de pàrquing. A 70 habitatges hi havia un automòbil i a 158 n'hi havia dos o més.

### Piràmide de població
La piràmide de població per edats i sexe el 2009 era:
| Homes | Edats   | Dones |
| ----- | ------- | ----- |
| 0     | 95 o +  | 0     |
| 0     | 90 a 94 | 0     |
| 0     | 85 a 89 | 4     |
| 4     | 80 a 84 | 0     |
| 4     | 75 a 79 | 0     |
| 0     | 70 a 74 | 16    |
| 8     | 65 a 69 | 8     |
| 16    | 60 a 64 | 20    |
| 24    | 55 a 59 | 12    |
| 44    | 50 a 54 | 28    |
| 24    | 45 a 49 | 48    |
| 16    | 40 a 44 | 20    |
| 32    | 35 a 39 | 20    |
| 28    | 30 a 34 | 36    |
| 8     | 25 a 29 | 24    |
| 24    | 20 a 24 | 16    |
| 12    | 15 a 19 | 28    |
| 16    | 10 a 14 | 40    |
| 24    | 5 a 9   | 20    |
| 12    | 0 a 4   | 28    |

## Economia
El 2007 la població en edat de treballar era de 444 persones, 315 eren actives i 129 eren inactives. De les 315 persones actives 303 estaven ocupades (161 homes i 142 dones) i 12 estaven aturades (2 homes i 10 dones). De les 129 persones inactives 54 estaven jubilades, 42 estaven estudiant i 33 estaven classificades com a «altres inactius».

### Ingressos
El 2009 a Pournoy-la-Chétive hi havia 237 unitats fiscals que integraven 670,5 persones, la mediana anual d'ingressos fiscals per persona era de 21.347 €.

### Activitats econòmiques
Dels 13 establiments que hi havia el 2007, 2 eren d'empreses de construcció, 2 d'empreses de comerç i reparació d'automòbils, 2 d'empreses de transport, 2 d'empreses financeres, 2 d'empreses de serveis, 1 d'una entitat de l'administració pública i 2 d'empreses classificades com a «altres activitats de serveis».
L'únic servei als particulars que hi havia el 2009 era un taller de reparació d'automòbils i de material agrícola.

## Equipaments sanitaris i escolars
El 2009 hi havia una escola maternal integrada dins d'un grup escolar amb les comunes properes formant una escola dispersa.

## Poblacions més properes
El següent diagrama mostra les poblacions més properes.